# Comuna Muć, Split-Dalmația
Muć este o comună în cantonul Split-Dalmația, Croația, având o populație de 3.882 de locuitori (2011). În antichiate, a fost oraș controlat de romani, numit "Andetrium". 

## Demografie
Componența etnică a comunei Muć
     Croați (98,58%)
     Necunoscut (0,1%)
     Neclasificat (0,21%)
Componența confesională a comunei Muć
     Catolici (97,48%)
     Necunoscută (1,47%)
     Alte religii (1,06%)
Conform recensământului din 2011, comuna Muć avea 3.882 de locuitori. Din punct de vedere etnic, majoritatea locuitorilor (98,58%) erau croați. Apartenența etnică nu este cunoscută în cazul a 0,1% din locuitori. Din punct de vedere confesional, majoritatea locuitorilor (97,48%) erau catolici. Pentru 1,47% din locuitori nu este cunoscută apartenența confesională.